# Roxel (Münster)

Roxel (rood) binnen het stadsdistrict West (rose) en Münster (grijs)

Roxel is een dorp ten westen van, tevens een stadsdeel van Stadtbezirk (stadsdistrict) West van de Duitse plaats Münster. Het dorp heeft circa 9.200 inwoners.
De Autobahn A1 doorsnijdt het dorp; het gedeelte ten oosten van deze autosnelweg heet Altenroxel. Het dorp is zowel per trein als per bus bereikbaar vanuit o.a. het centrum van Münster en vanuit Havixbeck. 
Het dorp werd als Rukeslare voor het eerst vermeld in een document uit het jaar 1177.
De rooms-katholieke aan Sint Pantaleon gewijde kerk in het centrum van het dorp, gebouwd in neogotische stijl, dateert van 1901. Zij verving een rond het jaar 1200 gebouwde, bouwvallig en te klein geworden kerk. Het interieur, met o.a. een anno 1170 gedateerde doopvont en een kruisigingstafereel uit 1670 is zeer bezienswaardig. Opvallend zijn vier stenen standbeelden van vier kerkvaders, gemaakt rond 1700. 
In 1797 werd de bekende dichteres Annette von Droste-Hülshoff er gedoopt. Haar geboortekasteel, Burg Hülshoff, lag toen nog in Roxel en niet, zoals later, in Havixbeck. In januari 1975 werd de voordien zelfstandige gemeente Roxel in het kader van een gemeentelijke herindeling bij de stad Münster gevoegd.
De hockeyclub THC Münster heeft zijn speelaccommodatie te Roxel.

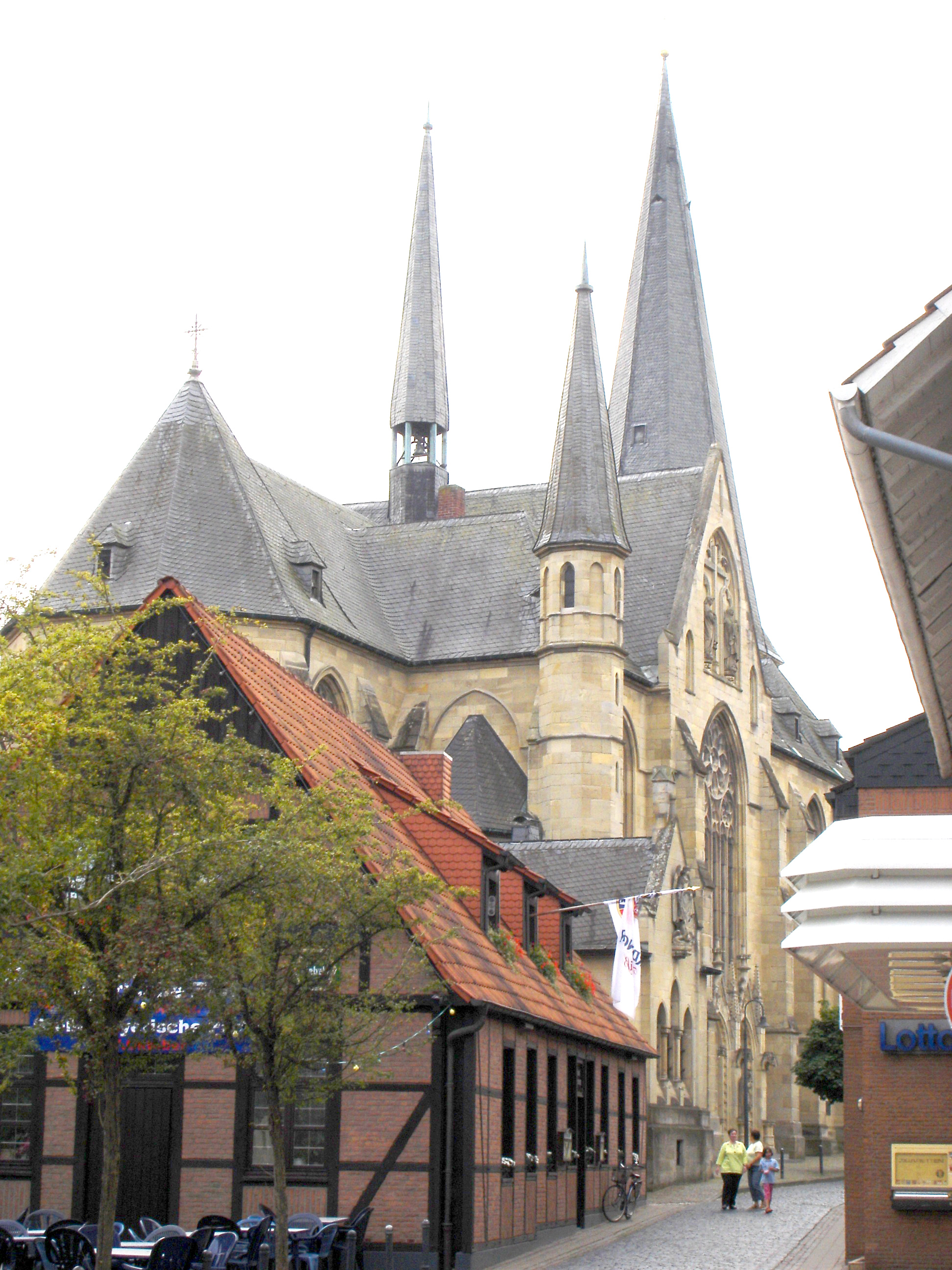
Dorpsgezicht met de St. Pantaleonkerk
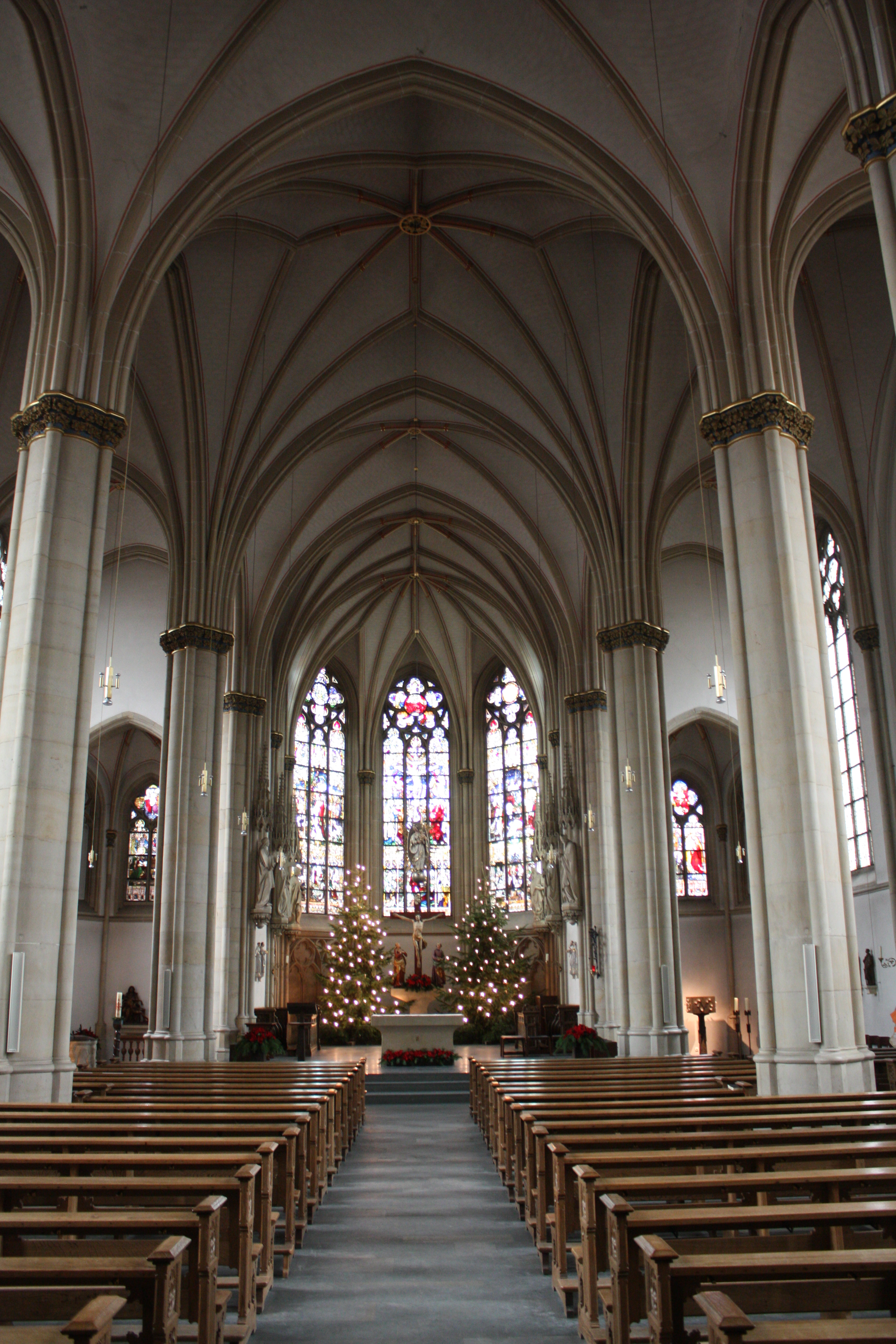
Koor van de St. Pantaleonkerk